# Radhusområdet Malmhagen
Radhusområdet Malmhagen är namnet på radhusområde och kvarter i Karlberg, Karlskoga.
Radhusen uppfördes 1955 för bostadsrättsföreningen Nobo av arkitekterna L. Wiselqvist och I. Eriksson. Byggnaderna består av en- till tvåvåningshus i rött tegel. Bostäderna är 48 till antalet och hyrs ut av Malmhagens Radhus AB.
Enligt Örebro läns museum har området kulturhistoriskt värde samt flera bevarade originaldetaljer och museet rekommenderade skydd i detaljplan för framtida bevarande.